# Klusris
Klusris (på tysk  Kluesries eller Klueser Wald) er et cirka 109 hektar stort skovområde i det nordligste Tyskland nordøst for Harreslev og nord for Flensborg ved Klus og Sosti. Cirka 76 hektar af arealet fungerer som rekreationsskov (Erholungswald Wassersleben) med bænker, grill og bålplads på skovens lysning. Rekreationsskoven omfatter også en skovlegeplads og siden 2006 en biologisk lærehave. Flere steder i landskabet er der opsat informationstavler, der fortæller om natur og historie. Skovens skråninger består overvejende af ler. Her gror overvejende kristorne og høgeurter. Fremherskende træsort på skovens mere tørre jord er bøgen. En del af skovarealet blev derudover tilplantes med nåletræer som lærken, rødgranen og ædelgranen.
Den største del af arealet er som statskov i besiddelse af delstaten Slesvig-Holsten. Tilsynet føres af skovfogden i Lyksborg. Mindre dele ejes af Flensborg kommune og private personer. Klus Skov dyrkes efter principperne for naturnær skovdrift. Antallet af nåletræer skal efterhånden reduceres.
Tæt ved Sosti ligger skovens historiske skovfogedhus (Forsthaus Wassersleben), hvilket blev ombygget og renoveret de sidste år. 
Klusris er første gang nævnt 1399. Skoven skrives tidligere Krokrys, Kroxriis (1427) eller Krusris (1568), som refererer til oldnordisk krōkr, her formodentlig anvendt om den vinkelformede bugt af Flensborg Fjord, hvori grænseåen Kruså udmunder (Kruså blev i kilderne også omtalt som Krokesa). Navnet blev senere ændret til Klusris, hvis forled er kapelnavnet Klus. Historisk set markeres Klusris grænse mod syd til Flensborgs bymark ved Morbækken (Laksebæk).
Skoven tjener som rekreationsområde for både lokale og turister.

## Eksterne links
- Wikimedia Commons har flere filer relateret til Klusris
- Om Klusris (Klueser Wald)